# Hokusai (cràter)
Hokusai és un cràter d'impacte en el planeta Mercuri de 114 km de diàmetre, descobert el 1991 a partir d'observacions de radar preses a l'Observatori de Goldstone.
El cràter era conegut inicialment com el tret B (feature B). La seva aparença era tan diferent d'uns altres cràters meteòrics que es pensava que era un volcà en escut. Les imatges de radar millorades obtingudes a l'observatori d'Arecibo anys més tard (2000-2005) mostraven clarament, però, que el tret B és un cràter meteòric amb un sistema de raigs molt extens. L'aparició de raigs brillants en les imatges de ràdio indica que el cràter és geològicament jove, ja que la superfície d'impacte és rugosa i, en conseqüència, bona dispersadora d'ones de ràdio. Els seus raigs s'estenen milers de quilòmetres cobrint bona part de l'hemisferi del nord de Mercuri.
Porta el nom del pintor japonès Katsushika Hokusai (1760-1849), un artista i gravador japonès del període d'Edo. El nom Hokusai fou suggerit per l'astrònom John K. Harmon. i va ser aprovat per la Unió Astronòmica Internacional el 2010.